# Хофман, Коринн
Коринн Хофман (Corinne Lisette Hofman; род. 10 июля 1959, Вассенар, Нидерланды) — нидерландский археолог, специалист по Карибскому бассейну.
Профессор Лейденского университета, член Нидерландской королевской академии наук (2015), членкор Британской академии (2018).
Лауреат премии Спинозы (2014).

## Биография
Окончила Брюссельский свободный университет (бакалавр истории искусств и археологии). В Лейденском университете получила степени магистра по доколумбовой археологии (1987) и доктора философии (1993) со специализацией по Карибскому бассейну. Докторская диссертация посвящена керамической хронологии острова Саба.
Ныне профессор Лейденского университета. Руководит в этом университете крупнейшей подобной в мире исследовательской группой по Карибскому бассейну.
C 2013 по сентябрь 2018 года декан его археологического факультета, перед чем с 2007 года его вице-декан.
С 2013 года член Национальной комиссии Нидерландов по делам ЮНЕСКО.
Археологические раскопки начала работая над своей докторской — в 1980-х на острове Саба, с тех пор проводя их по всему Карибскому региону.
Член Koninklijke Hollandsche Maatschappij der Wetenschappen (2013) и Европейской академии (2016).
С 2012 года член AcademiaNet.
Отмечена Мериановской премией Нидерландской королевской академии наук для женщин в науке (KNAW-Merian prize for ‘Women in Science’) (2013), Премией Спинозы (2014) и Distinguished Lorentz Fellowship от NIAS (2018/19).
Автор книг «The Handbook of Caribbean Archaeology» (2013, co-edited with William F. Keegan and Reniel Rodríguez Ramos) и «Caribbean before Columbus» (2017, co-authored with William F. Keegan).